# Лоренте, Хусто
Хусто Карлос Лоренте Кольядо (исп. Justo Carlos Lorente Collado; 27 февраля 1984, Масая, Никарагуа) — никарагуанский футболист, вратарь клуба «Дирианхен» и сборной Никарагуа.

## Клубная карьера
Хусто является воспитанником клуба «Реал Эстели», в академии которого находился с 2008 года. Перед апертурой 2011 в возрасте 17 лет был заявлен за первую команду. В свой первый год с клубом он сумел дважды выиграть чемпионский титул (апертура 2011 и клаусура 2012). 1 августа 2012 года принял участие в своём первом матче на международной арене против мексиканского «УАНЛ Тигрес» в Лиге чемпионов КОНКАКАФ сезона 2012/13, в котором его команда уступила сопернику со счётом 0:4. В Лиге чемпионов сезона 2013/14 Лоренте сыграл во всех играх группового этапа и пропустил только 5 голов, к тому же, сделав лучший сейв турнира.
2016 год Хусто провел в аренде в коста-риканском клубе «Мунисипаль Либерия», после чего снова вернулся в родной «Реал Эстели», с которым выиграл седьмой чемпионский титул.

## Карьера в сборной
В 2013 году дебютировал в официальных матчах в составе сборной Никарагуа в Центральноамериканском кубке, который проходил в Коста-Рике.
В составе сборной был участником розыгрыша Золотого кубка КОНКАКАФ 2017, проводившимся в США.
Был включён в состав сборной Никарагуа на Золотой кубок КОНКАКАФ 2019.

## Достижения
«Реал Эстели»
- Чемпион Никарагуа (7): апертура 2011, клаусура 2012, апертура 2012, клаусура 2013, апертура 2013, клаусура 2014, апертура 2017

«Манагуа»
- Чемпион Никарагуа: апертура 2018